# Henrik Barby
Henrik Barby (* 11. September 2007 in Duisburg) ist ein deutscher Florettfechter. Seit der Saison 2023/2024 ist er Teil des Nachwuchskaders 1 des Deutscher Fechter-Bundes e. V.
Seine Karriere startete er im Jahr 2016 beim PSV Duisburg. Im März 2018 erfolgte der Wechsel zum FC Moers. Momentan liegt er auf Platz 272 der internationalen Rangliste und auf dem siebten Platz der deutschen Rangliste. Auf der internationalen U20 Rangliste liegt er auf Platz 66. Auf der deutschen U20 Rangliste verteidigt er momentan den zweiten Platz. Bei der Weltmeisterschaft der Kadetten und Junioren 2024 in Riad wurde Barby bester Deutscher in seiner Altersklasse. 2025 erreichte er mit dem deutschen Junioren-Team bei der Europameisterschaft in Antalya den dritten Platz.

## Erfolge Jugend U12-U20
Quelle:

### Nationale Meisterschaft
| Platz | Datum               | Wettbewerb  | Wettbewerb           | Wettbewerb                | Wettbewerb |
| ----- | ------------------- | ----------- | -------------------- | ------------------------- | ---------- |
| 1     | 11.05.24 / 12.05.24 | Moers       | German Championships | Florett Herren U17 Einzel |            |
| 1     | 11.05.24 / 12.05.24 | Moers       | German Championships | Florett Herren U17 Team   |            |
| 2     | 27.04.24 / 28.04.24 | Winsen      | German Championships | Florett Herren U20 Team   |            |
| 3     | 20.05.23 / 21.05.23 | Moers       | German Championships | Florett Herren U17 Einzel |            |
| 1     | 20.05.23 / 21.05.23 | Moers       | German Championships | Florett Herren U17 Team   |            |
| 1     | 28.05.22 / 29.05.22 | Moers       | German Championships | Florett Herren U15 Einzel |            |
| 1     | 28.05.22 / 29.05.22 | Moers       | German Championships | Florett Herren U15 Team   |            |
| 2     | 14.05.22 / 15.05.22 | Weinheim    | German Championships | Florett Herren U20 Team   |            |
| 1     | 07.05.22 / 08.05.22 | Winsen Luhe | German Championships | Florett Herren U17 Team   |            |

### Kontinentale Meisterschaft
| Platz | Datum               | Wettbewerb | Wettbewerb             | Wettbewerb              | Wettbewerb |
| ----- | ------------------- | ---------- | ---------------------- | ----------------------- | ---------- |
| 3     | 27.02.25 / 02.03.25 | Antalya    | European Championships | Florett Herren U20 Team |            |

## Erfolge (Senioren)
Quelle:

### Nationale Turniere
| Platz | Datum               | Wettbewerb | Wettbewerb               | Wettbewerb                   | Wettbewerb |
| ----- | ------------------- | ---------- | ------------------------ | ---------------------------- | ---------- |
| 2     | 16.12.23 / 17.12.23 | Halle      | International Händel-Cup | Florett Herren Senior Einzel |            |

Beim Weltcup Anfang 2025 in Paris, wo er auch im Mannschaftswettbewerb eingesetzt wurde, war Barby bester DFB-Starter im Einzel. Als bester Deutscher platzierte er sich knapp in den TOP 50.

### Nationale Meisterschaft
| Platz | Datum               | Wettbewerb | Wettbewerb           | Wettbewerb                 | Wettbewerb |
| ----- | ------------------- | ---------- | -------------------- | -------------------------- | ---------- |
| 4     | 23.03.24 / 24.03.24 | Bonn       | German Championships | Florett Herren Senior Team |            |

## Nationalmannschaft
Beim Weltcup Anfang 2025 in Paris wurde Barby im Mannschaftswettbewerb des Deutschen Fechter-Bundes nominiert und eingesetzt. Zusammen mit Luis Klein und Paul Luca Faul vom FC Tauberbischofsheim belegte die DFB-Mannschaft dort den 11. Platz.